# Multrå socken
Multrå socken i Ångermanland ingår sedan 1971 i Sollefteå kommun och motsvarar från 2016 Multrå distrikt.
Socknens areal är 140,70 kvadratkilometer, varav 134,50 land. År 1993 fanns här 1 331 invånare. En del av Sollefteå samt kyrkbyn Multrå med sockenkyrkan Multrå kyrka ligger i socknen. 

## Administrativ historik
Multrå socken bildades omkring 1400 genom en utbrytning ur Sollefteå socken. 
Vid kommunreformen 1862 övergick socknens ansvar för de kyrkliga frågorna till Multrå församling och för de borgerliga frågorna bildades Multrå landskommun. Landskommunen inkorporerades 1952 i Sollefteå stad som 1971 ombildades till Sollefteå kommun.  Församlingen uppgick 2006 i Multrå-Sånga församling.
1 januari 2016 inrättades distriktet Multrå, med samma omfattning som församlingen hade 1999/2000.  
Socknen har tillhört fögderier, tingslag och domsagor enligt vad som beskrivs i artikeln Ångermanland.  De indelta båtsmännen tillhörde Andra Norrlands förstadels båtsmanskompani.

## Geografi
Multrå socken ligger närmast öster om Sollefteå, kring Ångermanälven nedanför Multråberget. Socknen har odlingsbygd vid älven och är i övrigt en starkt kuperad sjörik skogsbygd med höjder som i norr når 386 meter över havet.

### Geografisk avgränsning
Högst uppe på Multråberget finns en utsiktspaviljong samt en fridlyst vårdkase. Pilgrimsfalk och berguv har häckat på berget.
Socknen har ett kilformat område söder (sydväst) om Ångermanälven. Bredden vid "basen" längs södra älvstranden är cirka 7 kilometer och sträcker sig från Väst-Nyland vid Sollefteås utkant till Klovsta i öster. I området mellan dessa avgränsningar ligger byarna Mobacken, Ungholmen, Mobäcken, Tjäll och Bjursta. Det påpekas att byn Öst-Nyland ligger inom en "kil" av Sollefteå socken. Området genomkorsas av dels Ådalsbanan, dels riksväg 90. Det kilformade område sträcker sig från älven söderut på en sträcka av cirka 12 km till en sydligaste punkt Stormyrkullen där "tresockenmötet" Multrå-Sollefteå-Torsåker(enklav) ligger. Källsjön och Bjurstabodarna ligger i denna del av socknen, som i väster avgränsas helt av Sollefteå socken. I sydost gränsar socknen från Stormyrkullen i riktning nordost först mot en enklav av Torsåkers socken på en sträcka av ca 2 km och därefter mot en enklav av Ytterlännäs socken på en sträcka av ytterligare ca 2 km fram till "tresockenmötet" Multrå-Ytterlännäs-Sånga vid Tunsjöåns nordsida. Härifrån går sockengränsen mot nordnordost och gränsar mot Sånga socken i öster.
Norr om Ångermanälven ligger, västerifrån, delar av stadsdelen Remslemon samt hela stadsdelen Skedomsmon inom Sollefteå stad och därefter byarna Skedom, Ingersta, Hakesta, Öd, Multrå prästboställe, Mångrav, Västerstrinne, Österstrinne samt, längst i öster, Brådom vid gränsen mot Sånga socken. Dessa byar förbinds av länsväg 335 som går på älvens norra sida.
Norr om denna bebyggda trakt norr om älven ligger mestadels skogstrakter med några fäbodar. Bland sjöarna kan nämnas Skedomssjön (129 m ö.h.), Talgsjön, Sör-Gåssjön, Norr-Gåssjön, Västersvattnet (229 m ö.h.), Mellanvattnet (232 m ö.h.) samt Österstvattnet (233 m ö.h.). Strinneån avvattnar delar av området och mynnar i Ångermanälven mellan Sörmon och Paramon i Sånga socken.
Multrå socken avgränsas i väster Sollefteå socken. I nordväst, vid Remsle-Stormyran, ligger "tresockenmötet" Multrå-Sollefteå-Ed. Härifrån avgränsas socknen, på en sträcka av ca 5 km, norrut av Eds socken. Strax innanför sockengränsen ligger Plankåsen. Mellan Fågelåsen och Kobäcken ligger "tresockenmötet" Multrå-Ed-Sånga. Detta är samtidigt socknens nordligaste punkt. Avståndet härifrån till sydpunkten vid Stormyrkullen är cirka 21 km.

## Fornlämningar
Man har funnit omkring 45 gravhögar från järnåldern, varav 15 har bevarats och ytterligare cirka 30 är borttagna.

## Namnet
Namnet (1535 Multtradh) har tolkats som hjortronmyren, bildat av multa, 'hjortron' och rå, 'liten (skogbeväxt) myr'.

## Kända personer från bygden
- August Strindberg: Författaren August Strindberg härstammar från Strinne. En av hans förfäder tog namnet Strindberg (Strinnberg) från bynamnet.
- Pelle Molin: Ådalens skald Pelle Molin är född och uppvuxen på Tjälls herrgård söder om älven i Multrå socken.

## Befolkningsutveckling
| Befolkningsutvecklingen i Multrå socken 1800–1990                                                        | Befolkningsutvecklingen i Multrå socken 1800–1990 | Befolkningsutvecklingen i Multrå socken 1800–1990 | Befolkningsutvecklingen i Multrå socken 1800–1990 | Befolkningsutvecklingen i Multrå socken 1800–1990 |
| --- | ------------------------------------------------- | ------------------------------------------------- | ------------------------------------------------- | ------------------------------------------------- |
| |                                                   |                                                   |                                                   |                                                   |
| År |                                                   |                                                   | Folkmängd                                         |                                                   |
| 1800 | 1800                                              |                                                   | 466                                               |                                                   |
| 1810 | 1810                                              |                                                   | 459                                               |                                                   |
| 1820 | 1820                                              |                                                   | 501                                               |                                                   |
| 1830 | 1830                                              |                                                   | 598                                               |                                                   |
| 1840 | 1840                                              |                                                   | 634                                               |                                                   |
| 1850 | 1850                                              |                                                   | 663                                               |                                                   |
| 1860 | 1860                                              |                                                   | 777                                               |                                                   |
| 1870 | 1870                                              |                                                   | 900                                               |                                                   |
| 1880 | 1880                                              |                                                   | 1 134                                             |                                                   |
| 1890 | 1890                                              |                                                   | 1 270                                             |                                                   |
| 1900 | 1900                                              |                                                   | 1 263                                             |                                                   |
| 1910 | 1910                                              |                                                   | 1 213                                             |                                                   |
| 1920 | 1920                                              |                                                   | 1 175                                             |                                                   |
| 1930 | 1930                                              |                                                   | 1 168                                             |                                                   |
| 1940 | 1940                                              |                                                   | 1 065                                             |                                                   |
| 1950 | 1950                                              |                                                   | 1 097                                             |                                                   |
| 1960 | 1960                                              |                                                   | 905                                               |                                                   |
| 1970 | 1970                                              |                                                   | 661                                               |                                                   |
| 1980 | 1980                                              |                                                   | 1 099                                             |                                                   |
| 1990 | 1990                                              |                                                   | 1 352                                             |                                                   |
| Anm: Källor: Umeå universitet - Tabellverket 1749-1859, Demografiska databasen, CEDAR, Umeå universitet. |                                                   |                                                   |                                                   |                                                   |